# Conseil européen des 15 et 16 octobre 2020
Le Conseil européen des 15 et 16 octobre 2020 est consacré à la situation épidémiologique concernant la Covid-19 en Europe, aux relations entre l'UE et le Royaume-Uni, à la politique de neutralité climatique de l'UE à l'horizon 2050, et aux relations extérieures de l'UE.

## Brexit
Faisant suite au Brexit, les pourparlers sur les futures relations entre le Royaume-Uni et l'Union européenne bloquent depuis des mois sur trois dossiers : la pêche, les conditions de concurrence et la manière de régler les différends dans le futur accord.
Les conclusions du Conseil rappellent que « la période de transition se terminera le 31 décembre 2020 et constate avec préoccupation que les progrès réalisés sur les questions essentielles présentant un intérêt pour l'Union ne sont toujours pas suffisants pour parvenir à un accord », mais réaffirment que « l'Union est déterminée à avoir un partenariat aussi étroit que possible avec le Royaume-Uni ».

## Changement climatique
La Commission européenne a présenté le 17 septembre un plan visant à réduire les émissions de gaz à effet de serre de l'UE d'au moins 55 % d'ici à 2030 par rapport aux niveaux de 1990.
Les dirigeants européens repoussent au prochain Conseil européen de décembre toute décision sur leur nouvel objectif d'émissions de gaz à effet de serre pour 2030, objet de vives divergences entre les États membres,.

## Sources

#### Documents de l'UE
- « Conseil européen, 15-16 octobre 2020 », sur Consilium, 15 octobre 2020.
- « Conclusions du Conseil européen, 15 et 16 octobre 2020 », sur Consilium, 16 octobre 2020.
- « Négociations entre l'UE et le Royaume-Uni sur les relations futures », sur Consilium, octobre 2020.

#### Articles
- Cécile Ducourtieux et Virginie Malingre, « Brexit : les Vingt-Sept appellent le Royaume-Uni à faire « les gestes nécessaires » pour trouver un accord », Le Monde,‎ 16 octobre 2020 (lire en ligne).
- « Climat : l'UE repousse à décembre la décision sur son objectif d'émissions pour 2030 », Le Figaro,‎ 15 octobre 2020 (lire en ligne).

## Compléments